# (34798) 2001 SD45
2001 SD45 (asteroide 34798) é um asteroide da cintura principal. Possui uma excentricidade de 0.16224390 e uma inclinação de 5.84385º.
Este asteroide foi descoberto no dia 16 de setembro de 2001 por LINEAR em Socorro.